# Говорни израз
Говорни израз (говорење, говор у ужем смислу) је звучна сигнална супстанца којом се преносе поруке упућене саговорнику/саговорницима.
Људски говор, као сигнална супстанца која се ствара активношћу физиолошке базе говора, односно настаје обликовањем индукованог ваздуха у акустичку енергију у систему говорних органа, умногоме је одређен општим карактеристикама тога система.